# Junta Superior Gubernativa de Costa Rica
El nombre de Junta Superior Gubernativa era el que recibía el órgano de gobierno de Costa Rica según la Constitución de 1821. Se escogía a sus miembros (todos hombres pues no se había aprobado aún el sufragio femenino) en elecciones de tres grados donde se votaba para elegir delegados parroquiales, partidales y provinciales.
La Junta se renovaba  cada 3 meses, y le correspondían amplios poderes legislativos y administrativos, el mando político y las potestades antes pertenecientes a la Capitanía General, la Superintendencia General y la Diputación Provincial, así como las facultades de la Real Audiencia en cuanto a velar por la pronta y recta administración de justicia y conocer de los recursos de agravio y fuerza. En primera instancia, las funciones judiciales seguirían en manos de los alcaldes constitucionales, quienes debían administrar justicia conforme a la Constitución de Cádiz y la ley de 9 de octubre de 1812, y se establecían algunas reglas transitorias en cuanto a la segunda instancia, por carecerse de tribunal de alzada y no existir en esos momentos posibilidad de establecerlo.
El 13 de enero de 1822 tomó posesión en Cartago la primera Junta Superior Gubernativa, que estuvo en funciones hasta el 31 de diciembre de ese año y fue presidida sucesivamente por Rafael Barroeta y Castilla (enero-marzo), Santiago de Bonilla y Laya-Bolívar (abril-junio), José María de Peralta y La Vega (julio-septiembre) y José Rafael Gallegos Alvarado (octubre-diciembre). La segunda Junta Superior Gubernativa inició funciones el 1° de enero de 1823, bajo la presidencia de José Santos Lombardo y Alvarado, pero su gobierno concluyó el 20 de marzo siguiente, por haberse aprobado el 17 de ese mes una nueva Constitución, el Primer Estatuto Político.